# Cuevas (Belmonte)
Cuevas ist eine Parroquia und ein Ort in der Gemeinde Belmonte de Miranda der Autonomen Region Asturien im Norden Spaniens. Die 31 Einwohner (2011) leben auf einer Fläche von 8,18 km². Belmonte, der Verwaltungssitz der Gemeinde, ist über die „AS-227“ in 17 km zu erreichen. Die nächstgelegene größere Stadt ist Oviedo, rund 60 Kilometer nordöstlich.

## Sehenswürdigkeiten
- Pfarrkirche